# 1. hokejová liga SR 1997/1998
1. hokejová liga SR 1997/1998 byla pátou sezónou 1. hokejové ligy na Slovensku a zúčastnilo se jí 12 týmů. Vzhledem k tomu, že se Slovnaft extraliga od další sezóny rozšiřovala na 12 účastníků, první dva týmy (ŠK Iskra Banská Bystrica a HK VTJ Farmakol Prešov) postoupily přímo do Slovnaft extraligy a třetí tým Spartak Dubnica nad Váhom hrál baráž s posledním týmem Slovnaft extraligy (MHk 32 Liptovský Mikuláš).
Do 2. hokejové ligy sestoupil tým ŠK Matador Púchov a naopak do 1. hokejové ligy postoupil tým HKm Zvolen B. Tým HK Polygón Nitra se přestěhoval do Prievidze.

## Základní část
| Vysvětlivka                  |
| ---------------------------- |
| Přímý postup do extraligy    |
| Postup do baráže o extraligu |
| Sestupující do 2. ligy       |

| Poř. | Tým                            | Z  | V  | R  | P  | VG  | OG  | B  |
| ---- | ------------------------------ | -- | -- | -- | -- | --- | --- | -- |
| 1.   | ŠK Iskra Banská Bystrica       | 44 | 30 | 6  | 8  | 153 | 93  | 66 |
| 2.   | HK VTJ Farmakol Prešov         | 44 | 27 | 6  | 11 | 166 | 109 | 60 |
| 3.   | Spartak Dubnica nad Váhom      | 44 | 24 | 9  | 11 | 149 | 109 | 57 |
| 4.   | HC Dukla Senica                | 44 | 25 | 5  | 14 | 150 | 130 | 55 |
| 5.   | ŠHK Danubia 96 Bratislava      | 44 | 19 | 9  | 16 | 165 | 139 | 47 |
| 6.   | HC Polygón Prievidza           | 44 | 20 | 7  | 17 | 140 | 128 | 47 |
| 7.   | HC VTJ MEZ Michalovce          | 44 | 17 | 8  | 19 | 122 | 124 | 42 |
| 8.   | HC VTJ Telvis Topoľčany        | 44 | 14 | 10 | 20 | 132 | 152 | 38 |
| 9.   | HK ŠKP Žilina                  | 44 | 11 | 7  | 22 | 138 | 163 | 37 |
| 10.  | HK VTJ Wagon Slovakia Trebišov | 44 | 13 | 4  | 27 | 117 | 162 | 30 |
| 11.  | HK 31 Setra Kežmarok           | 44 | 9  | 8  | 27 | 107 | 166 | 26 |
| 12.  | ŠK Matador Púchov              | 44 | 9  | 5  | 30 | 121 | 185 | 23 |

## Baráž o Slovnaft extraligu
MHk 32 Liptovský Mikuláš – Spartak Dubnica nad Váhom 3:2 (2:3 PP,1:2,5:1,2:1,3:2 PP)